# Niebla, Huelva

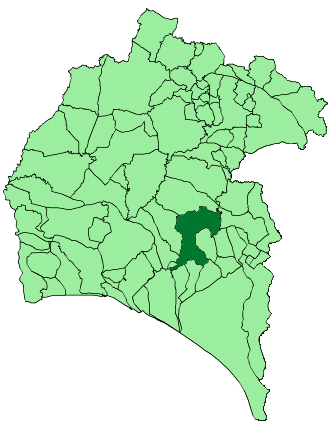
Bản đồ Niebla, Huelva

Niebla là một đô thị ở tỉnh Huelva, Tây Ban Nha. 
Nó nằm trên bờ sông Rio Tinto, cách Huelva 30 km và cách Seville 60 km. Theo điều tra dân số năm 2005, đô thị này có dân số 3.953 người. Năm 2007, ước tính dân số Niebla là 4072 người. Thị trấn này có diện tích 225 km² và mật độ dân số 17,6 người/km². Tọa độ địa lý là 37º 21' độ vĩ bắc, 6º 40' độ kinh đông. Thị trấn này nằm ở độ cao 45 m và cách tỉnh lỵ Huelva 29 km.